# 锐度
在摄影领域，锐度用来表示图像边缘的对比度，一种更加明确的定义是锐度是亮度对于空间的导数幅度。由于人类视觉系统的特性，高锐度的图像看起来更加清晰，但是实际上锐度的增加并没有提高真正的分辨率。
在这幅示例图像中，在灰色的背景上绘制两条浅灰的线段。由于可以准确地显示出颜色的过渡，所看到的线段清晰度就是这个分辨率下的锐度。然后在左侧线段的外侧添加两条宽为 1 像素的颜色较深的线段，内侧添加两条宽为 1 像素颜色较浅的线段。由于过渡部分宽度变为 4 像素，所以实际边缘清晰度发生下降，但是由于锐度增大所以看起来更加清晰。
人为增加锐度也是有代价的，在这幅夸张的例图中，大多数观察者会看到分离的边界，并且感觉在线段周围有一明一暗的光晕存在。
有许多如反锐化掩膜（USM）这样的图像处理技术可以用于增强图像的锐度。

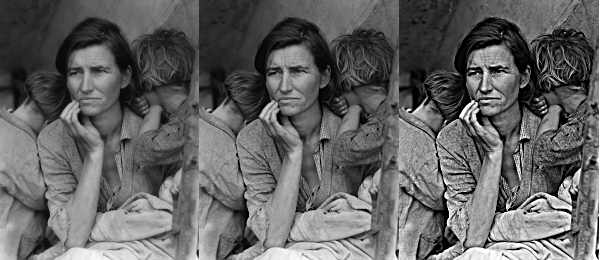
未经处理的图像，经过轻度反锐化掩模锐化得到的图像，经过大幅度的反锐化掩模锐化处理的图像